# Čovjek kojeg nije bilo
Čovjek kojeg nije bilo (eng. The Man Who Wasn't There) je neo-noir film braće Coen iz 2001. s Billyjem Bobom Thorntonom u naslovnoj ulozi. Osim njega, u filmu se pojavljuju i James Gandolfini, Tony Shalhoub, Scarlett Johansson, Frances McDormand, Michael Badalucco i Jon Polito.

## Analiza
Film je nastao kao inspiracija s postera koji su braća Coen vidjela dok su snimali Mr. Hulahoop; poster je prikazivao razne frizure iz četrdesetih. Priča se odvija u 1949., a Joel Coen priznaje da je nastao "pod velikim utjecajem" djela Jamesa M. Caina, pisca najbolje poznatog po romanima Dvostruka obmana, Poštar uvijek zvoni dvaput i Mildred Pierce.
Osim toga, u radnji postoje neke sličnosti, kao i neki detalji, s egzistencijalističkim romanom Alberta Camusja, Stranac.
Snimatelj na filmu bio je Roger Deakins. Većina kadrova snimljena je s kamerom u razini oka, s normalnim lećama i dubinom. Uz fotografiju, u kombinaciji s korištenjem rekvizita i setova iz pedesetih, pažljivom gledatelju se čak može činiti da je film snimljen pedeset godina ranije. Kad se Ed pojavi na ekranu, gotovo uvijek puši nefiltrirane cigarete, još jedan detalj koji potvrđuje vjerodostojnost. Čovjek kojeg nije bilo nominiran je 2001. za Oscar za najbolju fotografiju.
U filmu se nekoliko puta spominju NLO-i, u snovima i razgovoru, kao i na raznim rekvizitima, uključujući pepeljaru.
Iako crno-bijeli film, Čovjek kojeg nije bilo je sniman u boji i prebačen u crno-bijelu tehniku. Neki primjerci su slučajno objavljeni s nekoliko minuta u boji, o čemu je pisao Roger Ebert. DVD izdanja filma u boji dostupna su u Europi i Japanu, a usporedba dviju verzija može se pronaći ovdje:

## Radnja
Santa Rosa, Kalifornija, 1949. Ed Crane je brijač iz predgrađa, oženjen s Doris, knjigovođom alkoholičarkom. Ed je dosta rezigniran i obično reagira samo kimanjem, čak i kad svjedoči nesvakidašnjim događajima. Njegov suradnik i šurjak Frank vodi brijačnicu i non-stop priča. Doris radi u Nirdlinger'su, lokalnoj robnoj kući. Ed upoznaje Creightona Tollivera, biznismena koji traži investitore za novu tehnologiju zvanu kemijsko čišćenje. Nakon što je isprva odbio ponudu, Ed odlčuje uložiti. Počne anonimno ucjenjivati šefa i ljubavnika svoje žene "Big Davea" Brewstera za potrebnih deset tisuća dolara. Big Dave dostavlja novac bez da je vidio kako ga je Ed pokupio.
Ed odnosi novac Tolliveru, koji nakon toga nestaje, ostavivši Eda u uvjerenju da je prevaren. Big Dave naziva Eda, rekavši mu da se nađu u Nirdlinger'su. Tolliver je prišao i Big Daveu tražeći i od njega istu svotu. Pomislivši kako je prevelika slučajnost da je zatražen za istu svotu novca za koju je ucijenjen, Brewster je uhvatio čovjeka i prebio ga dok mu ovaj nije priznao. Razjaren da je prišao Edu zbog utjehe zbog ucjene, te da mu je Ed rekao da isplati novac, Brewster napadne Eda i počne ga daviti. Ed ga ubode u vrat rezačem za cigare i ostavlja ga da umre. Odlazi kući, gdje mu žena još leži u nesvijesti od pijanke na vjenčanju. Kako je dokazao vezu Doris s Big Daveom, i jer ona ne može opravdati svoje aktivnosti (bila je u nesvijesti od pića) u vrijeme ubojstva, ona postaje glavni osumnjičenik. Kako su lokalni odvjetnici beskorisni u takvim slučajevima, Eda nagovaraju da angažira Freddyja Riedenschneidera, skupog odvjetnika iz Sacramenta koji stiže i unajmljuje apartman u najskupljem hotelu u gradu.
Ed počne tvrditi kako je on ubio Brewstera, ali Riedenschneider misli kako Ed jednostavno preuzima krivnju od supruge te da priča ne bi bila vjerodostojna na sudu jer im je jedini alibi jedno drugo. Smišlja detaljan plan za Dorisinu obranu, uključujući načelo nepouzdanosti i razne druge dodirnice, sve odreda bizarne, ako ne genijalne. Na dan početka suđenja, Doris kasni, kao i sudac. Nakon što sudac stiže, poziva odvjetnike i odbacuje slučaj. Doris je počinila samoubojstvo. Riedenschneider odlazi sa svom Edovom ušteđevinom.
Ed posjećuje Birdy Abundas, prijateljevu kćer tinejdžericu. Djevojka je pijanistica; želi joj platiti lekcije. Vozeći je od neuspješnog pokušaja impresioniranja učitelja klavira, djevojka mu se počne udvarati otkopčavši mu hlače. Ed je pokuša zaustaviti, auto zakrivuda po cesti kako bi izbjeglo sudar s nadolazećim autom. Nakon što se Ed probudi u bolnici, kažu mu da je uhićen, a on pomisli kako je Birdy sigurno poginula; policija i liječnik mu kažu da je djevojka slomila ključnu kost, ali da je inače dobro. Dječak koji je plivao u jezeru pronašao je auto s čovjekom unutra. Brewster nije samo izvukao priznanje od njega; ubio ga je. U njegovoj aktovci pronađen je ugovor koji je Ed potpisao; policija sada vjeruje da je Ed prisilio svoju ženu da izvuče novac od Nirdlingera kako bi ga iskoristio za investiciju, te da je Ed osoba koja je ubila prevaranta.
Ed je optužen pa stavlja kuću pod hipoteku kako bi opet angažirao Riedenschneidera. Njegovu uvodnu riječ prekida Edov šurjak Frank napavši Eda; suđenje se poništava. Bez novca i ičega za hipoteku, Ed dobiva nesposobnog lokalnog odvjetnika kojem se Riedenschneider ranije narugao rekavši da je dobar u "držanju ruke na ramenu svojih klijenata kao da su ostavljeni na milost suda". Ovaj odvjetnik uistinu drži ruku na Edovu ramenu, a Ed je ostavljen na milost suda - prikazan kao sociopat, nemilosrdan, opasan. Osuđen je na smrt. Ed u ćeliji počne pisati svoju priču, kako bi je prodao tabloidu koji mu plaća po riječi. Dok čeka smrtnu kaznu, budi se i ugleda kako su sva vrata otključana i svemirski brod vani. Samo ovlaš kimne i vrati se unutra. Ne otkriva se je li ova scena san ili ne. Na kraju filma on hoda prema električnoj stolici. Sjeda i vežu ga. Počinje misliti kako će sresti ženu i riječi kojima će joj objasniti svoje misli, ali uglavnom pomišlja kako je nesretan posljedicama svojih djela, ali ne i nesretan time što je poduzeo to što je poduzeo i začinio život.

## Glumci
| - Billy Bob Thornton - Ed Crane - Frances McDormand - Doris Crane - Michael Badalucco - Frank - James Gandolfini - Big Dave Brewster - Katherine Borowitz - Ann Nirdlinger Brewster - Jon Polito - Creighton Tolliver - Scarlett Johansson - Birdy Abundas | - Richard Jenkins - Walter Abundas - Tony Shalhoub - Freddy Riedenschneider - Christopher Kriesa - Policajac Persky - Brian Haley - Policajac Krebs - Jack McGee - P.I. Burns - Adam Alexi-Malle - Jacques Carcanogues - Christopher McDonald - Macadam Salesman |

{{{1}}}

## Soundtrack
Glazba za Čovjeka kojeg nije bilo sastoji se od klasične glazbe, uglavnom klavirskih sonata Ludwiga van Beethovena, u kombinaciji sa skladbama Cartera Burwella. Film je deveti na kojem je Burwell surađivao s braćom Coen.

### Popis skladbi
Skladbe Cartera Burwella osim onih koje su drugačije navedene.
1. "Birdy's 'Pathétique'" (Piano Sonata No. 8 in C minor Op. 13 - Ludwig van Beethoven) – 1:17
  - Izvođač Jonathan Feldman
2. "Che soave zeffiretto" (iz The Marriage of Figaro - Wolfgang Amadeus Mozart) – 3:33
  - Izvođači Edith Mathis i Gundula Janowitz s orkestrom Berlinske opere; dirigent Karl Bohm, 1968.
3. "Bringing Doris Home" (Piano Sonata No. 25 in G Op. 79 - Ludwig van Beethoven) – 1:18
  - Izvođač Jonathan Feldman
4. "I Met Doris Blind" – 1:15
5. "Ed Visits Dave" – 1:03
6. "Ed Returns Home" – 1:57
7. "I Love You Birdy Abundas" – 0:42
8. "Nirdlinger's Swing" – 5:12
9. "Moonlight Sonata" (Piano Sonata No. 14 in C sharp minor Op. 27 - Ludwig van Beethoven) – 2:29
  - Izvođač Jonathan Feldman
10. "The Fight" – 3:01
11. "The Bank" – 1:03
12. "Adagio Cantabile" (Piano Sonata No. 8 in C minor Op. 13 - Ludwig van Beethoven) – 5:33
  - Izvođač Jonathan Feldman
13. "The Trial of Ed Crane" – 3:52
14. "Andante Cantabile" (Piano Trio No. 7 in B flat Op. 97 ("Archduke") - Ludwig van Beethoven) – 13:28
  - Izvođač Beaux Arts Trio, 1980.

## Vanjske poveznice
- Coenesque: Filmovi braće Coen  Arhivirana inačica izvorne stranice od 19. studenoga 2003. (Wayback Machine)
- You Know, For Kids! The Man Who Wasn't There  Arhivirana inačica izvorne stranice od 22. travnja 2009. (Wayback Machine)
- Čovjek kojeg nije bilo u internetskoj bazi filmova IMDb-a
- Čovjek kojeg nije bilo na Rotten Tomatoes
- Čovjek kojeg nije bilo na Box Office Mojo
- Čovjek kojeg nije bilo - scenarij
- Recenzija filma
- Gods of Filmmaking - recenzija filma  Arhivirana inačica izvorne stranice od 14. svibnja 2008. (Wayback Machine)